# 규슈 공업대학
규슈 공업대학(일본어: 九州工業大学,Kyushu Institute of Technology)은
일본의 국립 대학이다. 대학 본부는 후쿠오카현 기타큐슈시 도바타구(戶畑區)에 있다.

## 연혁
규슈 공업대학의 기원은 1907년에 야스카와 재벌(安川財閥)이 설립한 사립 메이지 전문학교(明治專門學校)이다. 광산 기술자를 육성하는 것이 전문학교의 목적이었다. 1921년에 관립(국립)학교가 되어, 1944년에 메이지 공업 전문학교로 개칭되었다. 1949년에 규슈 공업대학으로 승격했다.
- 1907년 사립 메이지 전문학교 설립 인가.
- 1909년 전문학교 개교 (4년제. 학과: 채광학과, 야금학과, 기계학과).
- 1921년 관립 메이지 전문학교가 됨.
- 1944년 메이지 공업 전문학교로 개칭 (3년제).
- 1949년 규슈 공업대학으로 승격 (4년제. 학부: 공학부(5학과)).
- 1965년 대학원 석사과정 설치.
- 1986년 정보공학부 (이즈카(飯塚) 캠퍼스) 설치.
- 1988년 대학원 박사과정 설치.

## 캠퍼스
- 도바타(戶畑) 캠퍼스: 대학 본부 캠퍼스.
- 후쿠오카현 기타큐슈시 도바타 구(戶畑區) 센스이 초(仙水町) 1-1.
- 이즈카(飯塚) 캠퍼스: 정보공학부 캠퍼스.
- 후쿠오카 현 이즈카시(飯塚市) 가와즈(川津) 680-4.
- 와카마쓰(若松) 캠퍼스: 대학원 생명체 공학 연구과 캠퍼스.
- 후쿠오카 현 기타큐슈 시 와카마쓰 구(若松區) 히비키노(ひびきの) 2-4.

## 조직

### 학부
- 공학부(工學部)
  - 기계지능공학과
  - 건설사회공학과
  - 전기전자공학과
  - 응용화학과
  - 마테리알(Material) 공학과
  - 종합 시스템 공학과
- 정보공학부(情報工學部)
  - 지능정보공학과
  - 전자정보공학과
  - 시스템 창성(創成)정보공학과
  - 기계정보공학과
  - 생명정보공학과

### 대학원
학부(學府)는 학생조직, 연구원(硏究院)은 교원조직이다.
- 공학부(工學府)/공학 연구원
- 정보공학부(情報工學府)/정보공학 연구원
- 생명체 공학 연구과

### 부속기관
- 도서관
- 정보과학 센터
- 마이크로화(Micro化) 종합기술 센터
- 산학협동 추진 센터
- 환경 매니지먼트 센터
- 기기 분석 센터
- 새틀라이트(Satellite) 벤처 비즈니스 래버러토리(Venture Business Laboratory)
- 우주환경기술 연구 센터
- 네트워크 디자인 연구 센터

## 같이 보기
- 가고시마 대학
- 규슈 대학
- 나가사키 대학
- 나고야 공업대학
- 도쿄 공업대학
- 기타큐슈 시립 대학